# Bataille de Brody (1941)
Pour les articles homonymes, voir Bataille de Brody.
Seconde Guerre mondiale
Batailles
Phase 1
- Brest-Litovsk
- Białystok–Minsk
- Pays baltes
- Raseiniai
- Brody
- Bessarabie et Bucovine du Nord
- Moguilev

Phase 2
- Smolensk
  - Roslavl-Novozybkov (en)
- Avance sur Léningrad

Phase 3
- Ouman
- Odessa
- 1re Kiev
- Tallinn
- Petrikovka (en)
- Ielnia
- Léningrad
- Mer d'Azov (en)

Phase 4
- 1re Kharkov
- Beowulf
- Donbass-Rostov (en)
- Briansk (en)
- 1re Crimée
  - Sébastopol
- Tikhvine
- 1re Rostov
- Gorki
- Moscou

Front de l’Est

Prémices :
- Campagne de Pologne
- Guerre d’Hiver

Guerre germano-soviétique :
- 1941 : L'invasion de l'URSS

- Opération Barbarossa

Front nord : 
- Guerre de Continuation
- Opération Silberfuchs
- Siège de Léningrad

Front central : 
- 2e bataille de Brest-Litovsk
- Bataille de Białystok–Minsk
- 1re bataille de Smolensk
- Bataille de Kiev

Front sud : 
- Siège d'Odessa
- Campagne de Crimée

- 1941-1942 : La contre-offensive soviétique

Front nord : 
- Poche de Demiansk
- Poche de Kholm

Front central : 
- Bataille de Moscou

Front sud : 
- Seconde bataille de Kharkov

- 1942-1943 : De Fall Blau à 3e Kharkov

Front nord : 
- Offensive de Siniavino
- Opération Iskra
- Bataille de Krasny Bor
- Opération Poliarnaïa Zvezda

Front central : 
- Opération Mars

Front sud : 
- Bataille du Caucase (opération Fall Blau)
- Bataille de Stalingrad
- Opération Uranus
- Opération Saturne
- Offensive d'Ostrogojsk-Rossoch
- Offensive de Voronej-Kastornoe
- Opération Gallop
- Opération Étoile
- Troisième bataille de Kharkov

- 1943-1944 : Libération de l'Ukraine et de la Biélorussie

Front central : 
- 2e bataille de Smolensk
- Opération Bagration

Front sud : 
- Bataille de Koursk
- Bataille du Dniepr
- Offensive Dniepr-Carpates
- Offensive de Crimée
- Offensive de Lvov-Sandomir

- 1944-1945 : Campagnes d'Europe centrale et d'Allemagne

Allemagne : 
- Offensive Vistule-Oder
- Offensive de Poméranie orientale
- Siège de Breslau
- Offensive de Prusse-Orientale
- Bataille de Königsberg
- Bataille de Seelow
- Bataille de Bautzen
- Bataille de Berlin
- Capitulation allemande

Front nord et Finlande : 
- Guerre de Laponie
- Offensive Leningrad-Novgorod
- Bataille de Narva

Europe orientale : 
- Opération Margarethe
- Insurrection de Varsovie
- Soulèvement national slovaque
- Opération Panzerfaust
- Bataille de Budapest
- Opération Frühlingserwachen
- Offensive de Vienne
- Insurrection de Prague
- Offensive de Prague
- Bataille de Slivice

Front d’Europe de l’Ouest

Campagnes d'Afrique, du Moyen-Orient et de Méditerranée

Bataille de l’Atlantique

Guerre du Pacifique

Guerre sino-japonaise

Théâtre américain
La bataille de Brody, aussi appelée bataille de de Doubno, bataille de Rovne ou encore bataille de Rovne-Brody, est une bataille de chars livrée par les 3e et 48e corps d'armée du Panzergruppe 1 contre cinq corps mécanisés des 5e et 6e armées soviétiques dans le triangle formé par les villes de Doubno, Loutsk et Brody dans le nord de l'Ukraine entre le 23 et le 30 juin 1941. Cette bataille fait partie dans l'histoire soviétique des batailles de défenses des frontières dans le cadre de l'offensive allemande lancée contre l'URSS en juin 1941. Bien que les formations de l'Armée rouge aient infligé de lourdes pertes aux forces allemandes, elles furent tout de même vaincues et perdirent de très nombreux chars. Une logistique soviétique insuffisante, la suprématie aérienne allemande et la décomposition totale du commandement soviétique ont donné la victoire à l'armée allemande, malgré la supériorité numérique et technologique (par exemple avec les chars T-34 et KV-1) de l'Armée rouge. Cette bataille est  l'un des engagements de blindés les plus intenses de l'opération Barbarossa et l'un des plus grands affrontements de chars de la Seconde Guerre mondiale.

## Prélude
Le 1er Panzer Group conduit par le Generaloberst Paul Ludwig Ewald von Kleist reçut l'ordre de sécuriser les ponts et autres passages traversant la rivière Bug, et d'avancer ensuite vers Rovno et Korosten avec pour objectif stratégique la ville de Kiev. Kleist déploie deux corps blindés et avança entre Lviv et Rovno dans le but de couper la ligne de chemin de fer Lviv - Kiev.
Pour s'opposer aux armées allemandes dans ce secteur, cinq corps mécanisés des 5e et 6e armées du front du Sud-Ouest ainsi que de l'aviation sont envoyés à leur rencontre.

## La bataille
Les premières formations d'infanterie allemandes opérant dans ce secteur du front, à savoir le 4e corps d'armée (von Schwedler) de la 17e Armée allemande sous les ordres de Carl-Heinrich von Stülpnagel, avancèrent en direction du sud-est avec pour objectif d'atteindre la ligne de chemin de fer le 25 juin au plus tard.
Malgré des pertes sérieuses, le commandement de l'aviation du front du Sud-Ouest envoya ses derniers avions restants pour soutenir la contre-offensive terrestre. La bataille aérienne qui en résulta provoqua de lourdes pertes chez les soviétiques. Pour exemple, le Jagdgeschwader 3 sous le commandement du IV. Fliegerkorps abattit 24 Tupolev SB soviétiques rien que pour le premier jour de la bataille. Parmi les victimes se trouvait le commandant du 86e régiment d'aviation de bombardement rapide, le Podpolkovnik (colonel) Sorokine. Seulement 20 des 251 Tupolev SB initiaux survécurent à la bataille. Les pertes allemandes furent également sévères, 28 avions détruits et 23 endommagés (dont 8 He 111 et Ju 88).
Les 5 corps mécanisés soviétiques, à savoir les 4e, 8e (ru), 9e (ru), 15e (ru) et 19e (ru) corps mécanisés comprenant en tout 1000 blindés lancèrent plusieurs contre-attaques massives en provenance du Nord et du Sud. Le but étant de couper à travers les flancs du Panzergruppe 1 et de les affronter près de Doubno.
Les 9e et 19e corps mécanisés furent déployés au nord-ouest de Rovno, les 8e et 15e corps au sud-ouest et au nord-est de Brody et le 4e corps entre Sokal et Radekhov. Le commandant chargé de mener ces opérations fut le Général Vlassov.
L'objectif des soviétiques était d'exécuter une attaque concentrée et de la convertir en un mouvement de tenaille pour encercler et piéger les 6e et 17e armées allemandes (le flanc nord du Groupe d'Armée) à l'ouest de Doubno. Apparemment, les armées soviétiques ignoraient qu'elles s'apprêtaient à engager le combat contre les formations bien aguerries du Panzergruppe 1 .
La bataille entre le Panzergruppe 1 et les corps de blindés soviétiques fut la plus acharnée et intense de toute l'invasion et dura 4 journées entières. Les soviétiques se battirent furieusement et les équipages des chars allemands et des canons anti-chars réalisèrent avec effroi que les nouveaux chars soviétiques, les fameux T-34, étaient pratiquement insensibles à leurs projectiles notamment grâce à un blindage incliné qui les faisait ricocher. Les nouveaux chars lourds KV-1 et KV-2 étaient virtuellement imperméables à tous les différents types de projectiles anti-chars allemands, mais l'approvisionnement et le ravitaillement de l'Armée rouge fut complètement mis à sac par les attaques de la Luftwaffe. Les KampfGeschwader de bombardiers allemands, à savoir les Kampfgeschwader 51, Kampfgeschwader 54 and Kampfgeschwader 55 lancèrent une série d'attaques à basse altitude contre les cibles au sol soviétiques. Le QG du 15e corps mécanisé soviétique fut totalement détruit et son commandant, le général Ignat Karpezo, fut blessé. Ainsi, la Luftwaffe détruisit quelque 201 chars soviétiques dans cette zone.
Les 5 corps de l'Armée rouge furent mal employés et mal conduits en étant concentrés en de larges et puissants groupes. Les troupes allemandes cherchèrent à isoler puis détruire les unités individuellement. Pendant ce temps, la Luftwaffe éparpillait les unités d'infanterie de soutien soviétiques et les empêchait de se réapprovisionner en essence et en munitions. En fin de compte, à cause d'un manque d'organisation et d'une planification adéquate, et surtout d'une coordination générale, la contre-attaque soviétique échoua et ces derniers ne purent rejoindre Doubno.

## Après la bataille
Bien que le Panzergruppe 1 subit des pertes sévères dans les affrontements autour de Doubno, elle survécut à la bataille et fut par la suite en mesure de mener d'autres opérations. À l'inverse, les Soviétiques ne purent en faire autant. Les dernières forces blindées soviétiques encore en état dans le Sud de la région furent utilisées pour le contrôle et la défense des routes et autres voies pour faire face à la progression de l'armée allemande désormais en plein cœur des régions agricoles et industrielles de l'Ukraine.

## Sources
- (en) Cet article est partiellement ou en totalité issu de l’article de Wikipédia en anglais intitulé « Battle of Brody (1941) » (voir la liste des auteurs).